# Różnówka
Różnówka – jedno z 12 osiedli (jednostek pomocniczych gminy) oraz część miasta Biłgoraja.

## Dane ogólne
Różnówka znajduje się w zachodniej części Biłgoraja. Sąsiaduje z osiedlem Bagienna (od strony północno-wschodniej), osiedlem im. Stefana Batorego (od strony wschodniej) i Puszczą Solską (od strony południowej). Po stronie zachodniej Różnówka sięga granicy miasta.
Północną granicę obszaru osiedla wyznacza ulica Stefana Batorego; natomiast wschodnią aleja Jana Pawła II, znajdująca się w ciągu drogi wojewódzkiej nr 835. Od centrum miasta oraz od większej części jego terenów zabudowanych Różnówka jest oddzielona płynącą południkowo rzeką Białą Ładą.
Biorąc pod uwagę sposób użytkowania terenu, na obszarze Różnówki należy wyróżnić:
- Obszary o charakterze zabudowy mieszkalnej; dominują domy jednorodzinne, lecz oprócz nich istnieje też pewna ilość bloków.
- Tereny zielone – ogrody działkowe przy ulicy Magnoliowej (w granicach osiedla ok. 17,2ha[7]), las doświadczalny Zespołu Szkół Leśnych (ok. 4,8ha[7]) oraz Park im. Stanisława Nowakowskiego (ok. 6,6ha[7]).
- Obszary niezagospodarowane, w Miejscowym Planie Zagospodarowania Przestrzennego przeznaczone głównie pod zabudowę jednorodzinną, bloki i tereny usługowe[8].

Głównymi osiami urbanistycznymi Różnówki są trzy arterie, mające status dróg powiatowych i noszące miano ulic Włosiankarskiej, Zielonej, Polnej.
W granicach Różnówki znajduje się szereg obiektów usługowych, w tym handlowych; ponadto zlokalizowane są tu instytucje administracyjne i samorządowe. Wśród nich można wymienić placówkę terenową Kasy Rolniczego Ubezpieczenia Społecznego, komendę powiatową policji, urząd pocztowy oraz jednostki oświatowe – Szkołę Podstawową Nr 4 i Zespół Szkół Leśnych.
Wokół obiektów szkolnych istnieją place sportowe – m.in. boiska – służące ogółowi mieszkańców najbliższej okolicy. W kwartale pomiędzy ulicami Zieloną, Parkową, Janusza Korczaka i Marii Zapolskiej znajduje się zespół obiektów Wioski Dziecięcej SOS – osiedla mieszkalnego, zbudowanego dla rodzin zastępczych.
Przy ulicy Janusza Korczaka zlokalizowany jest kościół katolicki, siedziba parafii pw. Chrystusa Króla.
Organem uchwałodawczym osiedla jako jednostki pomocniczej gminy miejskiej Biłgoraj jest Rada Osiedla. Organ wykonawczy to Zarząd Osiedla.

## Informacje historyczne

### Różnówka do XIX w.

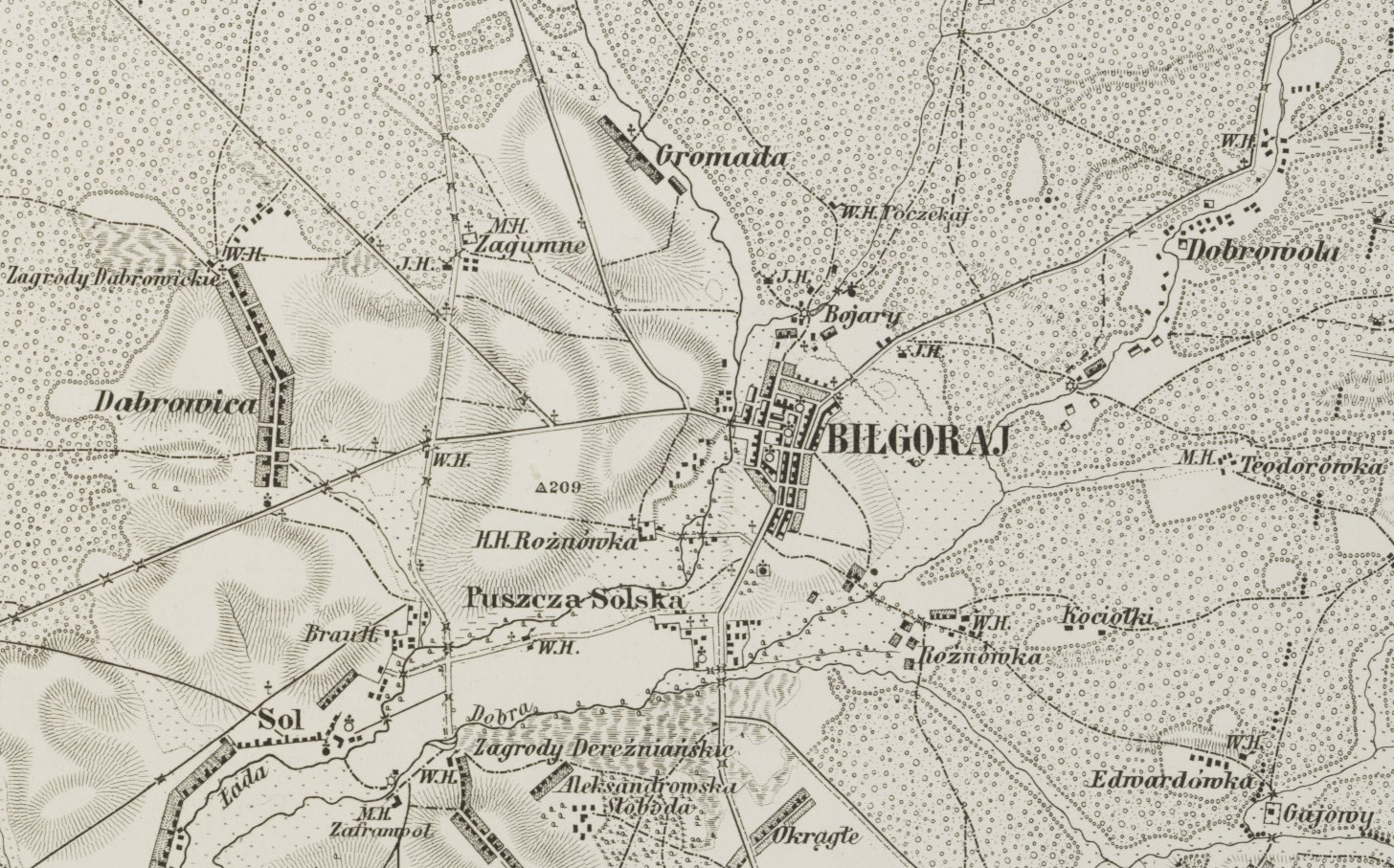
Biłgoraj na austriackiej mapie topograficznej z XIX w. Różnówka leży po południowo-zachodniej stronie miasta, łączą ją z nim dwie drogi (dzisiejsze ul. Zielona i ul. Czerwonego Krzyża). Podpisana jest jako H.H., czyli Herrenhaus (niem. pałac, dwór).

Do XVIII w. obszar dzisiejszego osiedla był terenem położonym poza miastem, po jego południowo-zachodniej stronie, po przeciwnej stronie Białej Łady. W połowie XVIII w., po osuszeniu podmokłych terenów nad tą rzeką, powstał tutaj folwark.
Rozwój Różnówki nastąpił w pierwszej połowie XIX w. Ówczesny właściciel Biłgoraja, były szambelan królewski Stanisław Kostka Nowakowski, wzniósł tutaj swój pałac. Gmach otoczono romantycznym parkiem, w którym znajdowała się sieć rzecznych kanałów i oczek wodnych. W tej rezydencji Nowakowski organizował spotkania wzorowane na obiadach czwartkowych króla Stanisława, na które zapraszał wybitnych Polaków. Pałac otaczały kamienne pomniki, upamiętniające m.in. Jana Henryka Dąbrowskiego, Ignacego Krasickiego i Cypriana Godebskiego.
W 1827 w Różnówce znajdowało się 14 domów, zamieszkanych przez 86 osób.
W XIX w. w tutejszym folwarku działał browar, którego roczny obrót wynosił ok. 2 tysiące rubli. Powstał tutaj też młyn wodny na Białej Ładzie. Do folwarku przynależne były ponadto stawy rybne, położone po przeciwległej (tzn. wschodniej) stronie miasta. Dziś, znane jako tzw. stawy Ćwikły, znajdują się one w granicach osiedla Piaski, przy ulicy noszącej nazwę Różnówka Stawy.

### Różnówka w XX i XXI w.
W latach I wojny światowej (1914–1918) nieużytkowany i zaniedbany pałac Nowakowskiego ostatecznie popadł w ruinę i został rozebrany; pozostał po nim park (obecnie Park im. Stanisława Nowakowskiego) wraz z niewielkimi elementami architektonicznymi.
W 1919 teren Różnówki włączono w granice administracyjne Biłgoraja; stała się ona południowo-zachodnim osiedlem miasta. Na mapach z tego okresu Różnówka widniała jako osiedle położone na uboczu, połączone z miastem dwiema drogami –  dzisiejszymi ulicami Zieloną i Czerwonego Krzyża. Był to wówczas obszar zamieszkiwany głównie przez przedstawicieli najuboższych warstw społecznych.
W okresie międzywojennym (1918–1939) wciąż istniejący folwark był własnością Skarbu Państwa, oddawaną przezeń w dzierżawę; natomiast młyn wodny znajdował się w rękach biłgorajskich Żydów, którzy w tym czasie znacznie go unowocześnili. Zabudowa, która znajdowała się wokół tego młyna, nosiła nazwę osiedla Podemłyny (lub Podemłynie).  W dniach 26 i 27 lipca 1944 roku ziemię folwarczną rozparcelował między chłopów oddział partyzancki AL dowodzony przez Wacława Rózgę.
W latach 60. XX w. rozpoczął się proces szybkiej urbanizacji obszaru Różnówki. Powstał tutaj wtedy m.in. Zespół Szkół Leśnych oraz tyczono kolejne ulice. Obecnie istniejąca zabudowa mieszkalna najwcześniej powstała w kwartale ulicznym, ograniczonym przez ulice Polną, Janusza Korczaka, Parkową, Zieloną. W 1982 zbudowano kościół pw. Chrystusa Króla. W 1984 oddano do użytku obiekty Wioski Dziecięcej SOS; była to pierwsza tego typu instytucja w Polsce.
Do lat 60. XX w. Biała Łada wokół młyna była szeroko rozlana i tworzyła znaczny akwen. W 1987 zabytkowe drewniane zabudowania młyńskie wraz z mostem i jazami zostały zniszczone przez pożar. Wydarzenie przekreśliło to plany władz miasta, które w młynie chciały utworzyć muzeum.
Do lat 80. XX w. Różnówkę z centrum miasta wciąż łączyły dzisiejsze ulice Zielona i Czerwonego Krzyża. W latach 80. XX w. wybudowano jedne z głównych obecnie arterii komunikacyjnych Biłgoraja, tzn. aleję Jana Pawła II i ulicę gen. Władysława Sikorskiego. Ich powstanie przeorganizowało układ komunikacyjny tej części miasta i wpłynęło na rozwój urbanistyczny Różnówki.
Osiedle Różnówka jako jednostkę podziału administracyjnego w obecnym kształcie formalnie powołano do życia Uchwałą Rady Miasta w Biłgoraju z dnia 25 sierpnia 2004 r.